# Izzy Rodriguez
Izzy Rodriguez, född den 13 april 1999, är en amerikansk fotbollsspelare.

## Biografi
Izzy Rodriguez inledde sin seniorkarriär i Kansas City Current år 2022, efter att ha spelat collegefotboll för Ohio State Buckeyes. Hon har även representerat det amerikanska damlandslaget där hon debuterade 2025.